# Jüdische Gemeinde Tučapy u Soběslavi
Die jüdische Gemeinde in Tučapy u Soběslavi (deutsch Tutschap) im Bezirk Okres Tábor der Region Jihočeský kraj in Tschechien, ist seit etwa 1697 belegt. 1921 wurde sie der jüdischen Gemeinde in Soběslav zugeordnet.
Im 19. Jahrhundert war Tučapy eine der größten jüdischen Siedlungen in der Region Soběslav, die jüdische Bevölkerung machte etwa ein Drittel der Gesamteinwohner aus. Ihre Geschäfte und Läden befanden sich in Soběslav, wo ihnen jedoch zuerst aufgrund einer Verordnung das Wohnrecht verweigert wurde.
1723 lebten in Tučapy 12 jüdische Familien, vor 1850 etwa 30 Familien, 1921 nur noch 17 Personen, 1930 dann 11 Personen.